# J. Gordon Melton
John Gordon Melton (Birmingham (Alabama), 19 settembre 1942) è un religioso statunitense, che è stato il direttore fondatore dell'Institute for the Study of American Religion ed è attualmente l'illustre professore di storia religiosa americana presso l'Institute for Studies of Religion presso la Baylor University di Waco, Texas dove risiede. È anche ministro ordinato nella Chiesa metodista unita..
È autore di più di quarantacinque libri, tra cui diverse enciclopedie, manuali e libri di testo accademici sulla storia religiosa americana, sul metodismo, sulle religioni del mondo e sui nuovi movimenti religiosi (NRM). Le sue aree di ricerca includono le principali tradizioni religiose, il metodismo americano, le religioni nuove e alternative, l'esoterismo occidentale (popolarmente chiamato occultismo) e la parapsicologia, il New Age e gli studi su Dracula e sui vampiri.

## Primi anni di vita
Melton è nato a Birmingham, Alabama, figlio di Burnum Edgar Melton e Inez Parker. Durante l'ultimo anno di liceo si imbatté in The Small Sects in America di Elmer T. Clark e si interessò a leggere quanto più possibile sulle religioni alternative.
Nel 1964 si laureò al Birmingham Southern College con il BA e poi proseguì gli studi teologici al Garrett-Evangelical Theological Seminary , dal quale ricevette un M.Div. con una concentrazione nella storia della chiesa nel 1968. Sposò Dorothea Dudley nel 1966, che ebbe una figlia, Melanie. Il matrimonio finì con un divorzio nel 1979. La sua seconda moglie si chiama Suzie.

## Principali aree di ricerca

### Controsette cristiane e antisette laiche
Nel suo Manuale enciclopedico delle sette in America, Melton ha tracciato una distinzione tra il controculto cristiano e i movimenti secolari anti-sette. Ha articolato la distinzione sulla base del fatto che i due movimenti operano con epistemologie, motivazioni e metodi molto diversi. Questa distinzione è stata successivamente riconosciuta da sociologi come Douglas E. Cowan e Eileen Barker.

### Ricerca sul vampirismo
Fin dai tempi del college, Melton ha sviluppato un interesse per il tema dei vampiri, che da allora ha coltivato nel tempo libero.
Nel 1997, Melton, Massimo Introvigne ed Elizabeth Miller organizzarono un evento al Westin Hotel di Los Angeles dove 1.500 partecipanti (alcuni vestiti da vampiri) vennero per un "concorso di scrittura creativa, musica rock gotica e spettacoli teatrali".

## Indagine su Aum Shinrikyo
Ulteriori informazioni: Attentato alla metropolitana di Tokyo
Nel maggio 1995, durante l'indagine sull'attentato alla metropolitana di Tokyo, il gruppo responsabile dell'attacco, Aum Shinrikyo, contattò un gruppo americano noto come AWARE (Association of World Academics for Religious Education), fondato dallo studioso americano James R. Lewis, sostenendo che i diritti umani dei suoi membri venivano violati. Lewis reclutò Melton, l'avvocato per i diritti umani Barry Fisher e l'esperto chimico Thomas Banigan. Sono volati in Giappone, con le spese di viaggio pagate da Aum, e hanno annunciato che indagheranno e riferiranno attraverso conferenze stampa alla fine del loro viaggio.
Nelle conferenze stampa, Fisher e Lewis hanno annunciato che Aum non avrebbe potuto produrre il sarin con cui erano stati commessi gli attentati. Lo avevano stabilito con il loro esperto tecnico, ha detto Lewis, sulla base di foto e documenti forniti dal gruppo.
Lo studioso britannico di religioni giapponesi Ian Reader, in un resoconto dettagliato dell'incidente, riferì che Melton "aveva pochi dubbi alla fine della sua visita in Giappone sulla complicità di Aum" e alla fine "concluse che Aum era stato effettivamente coinvolto nell'attacco e altri crimini"  In effetti, il resoconto della conferenza stampa finale del Washington Post menzionava Lewis e Fisher ma non Melton.
Lewis, d'altro canto, mantenne la sua opinione che Aum fosse stato incastrato e scrisse che il viaggio finanziato da Aum era stato organizzato "in modo che considerazioni finanziarie non fossero allegate al nostro rapporto finale".
Reader ha concluso che "la visita era ben intenzionata e i partecipanti erano sinceramente preoccupati per possibili violazioni dei diritti civili a seguito delle estese indagini di polizia e delle detenzioni dei seguaci". Tuttavia, è stato sfortunato e dannoso per la reputazione delle persone coinvolte. Pur distinguendo tra gli atteggiamenti di Lewis e Melton, Reader ha osservato che anche Melton è stato criticato sia dai media giapponesi che da alcuni colleghi studiosi.  Usando parole più forti, lo studioso canadese Stephen A. Kent ha rimproverato sia Lewis che Melton per aver messo a rischio la reputazione dell’intera categoria degli studiosi dei nuovi movimenti religiosi.

## Critica
I lavori accademici di Melton si concentrano sulla fenomenologia e non sulla teologia dei NMR. Alcuni controsette cristiani criticano Melton per non aver criticato i gruppi di cui parla da una prospettiva evangelica, sostenendo che il suo fallimento in questo è incompatibile con le sue dichiarazioni di professata evangelizzazione. Anche alcuni anti-sette laici che ritengono che i nuovi movimenti religiosi siano pericolosi e che gli studiosi dovrebbero lavorare attivamente contro di loro lo hanno criticato.  Stephen A. Kent e Theresa Krebs, ad esempio, hanno caratterizzato Gordon Melton, James R. Lewis e Anson Shupe come prevenuti nei confronti dei gruppi che studiano.

## Pubblicazioni

### Libri
- Baite di tronchi a campanili: The United Methodist Way in Illinois (Nashville, Tenn: Parthenon Press, 1974).
- Un elenco di enti religiosi negli Stati Uniti . Biblioteca di riferimento Garland di scienze sociali, 91 (coautore con James V. Geisendorfer). (New York; Londra: Garland Publishing, 1977). ISBN 082409882X
- An Old Catholic Sourcebook (scritto in collaborazione con Karl Pruter), (New York; Londra: Garland Publ., 1982).
- Una lettera aperta riguardante la chiesa locale, Witness Lee e la controversia Dio-Uomini (Santa Barbara, California: The Institute for the Study of American Religion, 1985).
- Magia, stregoneria e paganesimo in America: una bibliografia , compilata dagli archivi dell'Institute for the Study of American Religion, (New York: Garland Publ., 1982),ISBN 0-8240-9377-1 . Edizione rivista scritta in collaborazione con Isotta Poggi, Garland Publ., 1992.
- The Cult Experience: Responding to the New Religious Pluralism (scritto in collaborazione con Robert L. Moore), (New York: Pilgrim Press, 1982).
- Perché le sette riescono dove la Chiesa fallisce (di cui è autore insieme a Ronald M. Enroth ), (Elgin: Brethren Press, 1985).
- Dizionario biografico dei leader di setta e setta americani (New York; Londra: Garland Publ., 1986). Seconda edizione:
- L'Enciclopedia delle religioni americane: credi religiosi: una raccolta di oltre 450 credi, confessioni, dichiarazioni di fede e riassunti della dottrina dei gruppi religiosi e spirituali negli Stati Uniti e in Canada . vol. 1–2. (Detroit, Mi: Gale Research, 1988; ripubblicato in tre volumi, New York: Triumph Books, 1991).
- New Age Almanac , (co-curato con Jerome Clark e Aidan Kelly ) (Detroit, Mi: Visible Ink, 1991).
- Prospettive sulla New Age (co-curato con James R. Lewis), (Albany, NY: State University of New York Press, 1992).
- (Ristampa come e-Book: New York; Londra: Routledge, 2018).
- Islam in Nord America: A Sourcebook (co-curato con Michael A. Koszegi). (New York; Londra: Garland Publ., 1992).
- (co-curato con Larry G. Murphy e Gary L. Ward).
- Sesso, calunnia e salvezza: Investigare sulla famiglia/figli di Dio (co-curato con James R. Lewis), (Stanford: Center for Academic Publication, 1994).
- Editore dell'Enciclopedia dell'occultismo e della parapsicologia , 4ª edizione (Detroit, Mi: Gale, 1996)ISBN 978-0-8103-5487-6 ; 5ª ed. (Gale, 2001).ISBN 978-0-8103-9489-6
- Prime-Time Religion: An Encyclopedia of Religious Broadcasting (scritto in collaborazione con Phillip Charles Lucas e Jon R. Stone). Orice, 1997.
- Trovare l'illuminazione: Ramtha's School of Ancient Wisdom , ( Beyond Words Publishing , Inc. Hillsboro, Oregon, 1988).ISBN 1-885223-61-7
- Religioni americane: una storia illustrata (Santa Barbara, Ca: ABC-Clio , 2000).
- La Chiesa di Scientology . Studi sulle religioni contemporanee, 1. Libri d'autore (1 agosto 2000),ISBN 1-56085-139-2 , 80 pagine.
- Il libro dei vampiri: l'enciclopedia dei non morti ,ISBN 978-1-57859-281-4
- ( archiviato , 1416 pp., [redattore capo])
- Culti, religione e violenza , David Bromley e Gordon Melton, a cura di, Cambridge University Press (13 maggio 2002), 272 pp,ISBN 0-521-66898-0
- (co-curato con Martin Baumann) 1200 pp. Seconda edizione , ABC-Clio, 2010,ISBN 978-1-59884-203-6 , archiviato .
- "Il movimento di monitoraggio contro le sette in una prospettiva storica" in Challenging Religion: Essays in Honor of Eileen Barker , James A. Beckford e James T. Richardson , eds. (Londra; New York: Routledge, 2003), 102–113.
- (editore)
- (autore e curatore della serie)
- The Vampire Almanac: The Complete History , Visible Ink Press (5 ottobre 2021), 736 pp.ISBN 978-1-57859-719-2